# A-Boot
Das A-Boot (auch Küstentorpedoboot genannt) der Klassen A I bis A III war ein speziell für den Einsatz vor Flandern während des Ersten Weltkriegs konzipierter deutscher Torpedobootstyp. Das A-Boot sollte auch als schnelles Minensuchboot und Geleitfahrzeug einsetzbar sein, obwohl es dafür zu schlank gebaut und von der Bewaffnung her zu schwach war. Mit nur 20 bis 25 kn hatte es als Torpedoboot kaum eine Möglichkeit, offensiv tätig zu werden. Eigentlich waren diese Boote für das Küstenvorfeld konzipiert und können als die Vorfahren der heutigen Schnellboote angesehen werden. In der ersten Serie sind ab 1916 25 Boote, in der zweiten und dritten Serie bis 1918 weitere 66 Boote gebaut worden. Aufgrund der im Vergleich zu den Großen Torpedobooten wesentlich kürzeren Bauzeit wurden bis 1918 insgesamt 113 Boote bestellt, von denen immerhin 91 abgeliefert und in Dienst gestellt wurden.

## A-I-Boot (Amtsentwurf 1914)
| Technische Daten der A-I-Boote A 1 bis A 25                                                                                     |
| Länge: 41,0 m |
| Breite: 4,60–5,00 m |
| Tiefgang: 1,50 m |
| Verdrängung: 110 / 137 t |
| Antrieb: zwei kohlengefeuerte Wasserrohrkessel und eine stehende dreizylindrige Dreifachexpansions-Kolbenmaschinen mit 1200 PSi |
| Höchstfahrt: 19–20 kn |
| Bewaffnung: 1 × 5,0-cm-Torpedobootskanone L/40 oder 1 × 5,2 cm SK L/55, 2 Torpedorohre 45 cm                                    |
| Besatzung: 28 Mann |

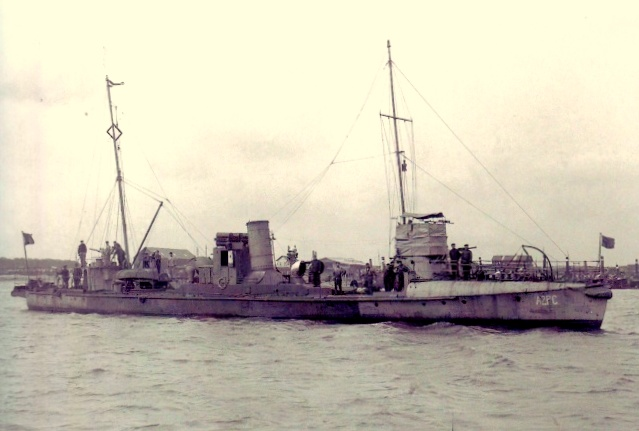
Das Torpedoboot A 12 als belgisches A2 Prince Charles nach 1918

Diese Boote stellten eine Neuauflage der Kleinen Torpedoboote der Serie S 32 bis S 41 von 1886 dar. Fünfzehn dieser Boote, darunter auch A 20, wurden zerlegt, per Bahn in das besetzte Belgien transportiert und dort zusammengebaut. Die restlichen zehn Boote dienten Minensuch- und Küstenschutzzwecken. Die Boote der Reihe A I (A 1 bis A 25) kamen in der Zeit zwischen dem 29. Januar und dem 15. Oktober 1915 in Dienst. Hauptsächlich wegen des Geschwindigkeitsdefizits wurden die Boote nicht als Torpedoträger genutzt und die Torpedorohre ausgebaut. Anschließend verwandte man die Boote nur noch zu Sicherungs-, Minensuch- und Tenderaufgaben. A 20 ging bei Kriegsende zusammen mit zwölf anderen Booten in niederländische Internierung, fiel 1940 wieder an Deutschland und wurde erst 1948 als US-Kriegsbeute in Wilhelmshaven abgewrackt.

## A-II-Boot (Amtsentwurf 1915)
Da sich die Boote der Klasse A I als Fehlkonstruktion für die gestellten Aufgaben erwiesen, verzichtete man auf den Bau weiterer Einheiten. Stattdessen entschied man sich für einen verbesserten Entwurf, der sich an den 1905 von Schichau (Elbing) für die Italienische Marine gebauten Booten der Sirio-Klasse orientierte; die A-II-Boote wurden als Amtsentwurf 1915 gebaut:
| Technische Daten der A-II-Boote A 26 bis A 55                                                             |
| Länge: 49,0 m                                                                                             |
| Breite: 5,62–5,32 m                                                                                       |
| Tiefgang: 2,34 m                                                                                          |
| Verdrängung: 252 t                                                                                        |
| Antrieb: ein ölgefeuerter Wasserrohrkessel und eine Schichau-Getriebeturbine mit 3250 PSw auf einer Welle |
| Höchstfahrt: 25,8 kn                                                                                      |
| Bewaffnung: 2 × 8,8-cm-TK L/30, 1 Torpedorohr 45 cm                                                       |
| Besatzung: 29 Mann                                                                                        |

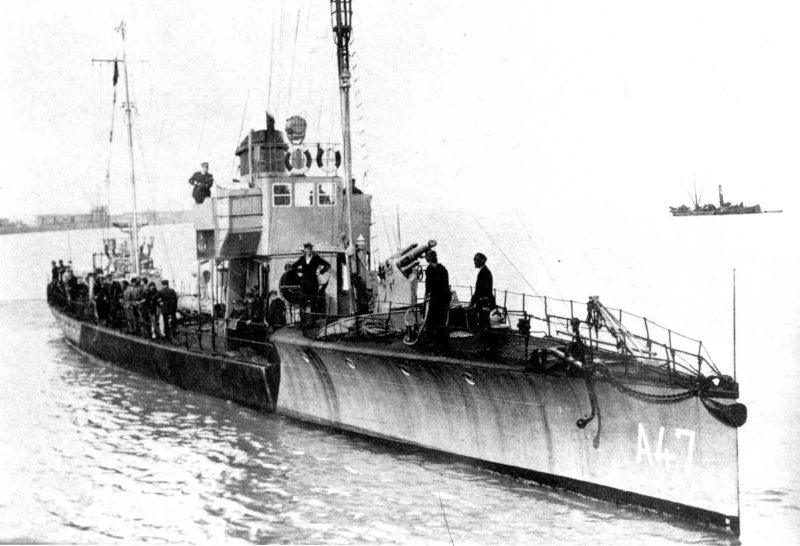
Das Torpedoboot A 47 als belgisches A 47 nach 1918

Sie wurden unter den Nummern A 26 bis A 49 auf der Schichau Werft in Elbing gebaut. Danach entstanden, bestellt A 50 bis A 55 ebenfalls bei Schichau in Elbing. Die verglichen mit den A-I-Booten insgesamt doppelt so großen Schiffe konnten aufgrund der höheren Geschwindigkeit und ihrer größeren Seefähigkeit auch besser agieren.

## A-III-Boot (Amtsentwurf 1916)
Im Laufe des Krieges stellte sich heraus, dass die Boote der A-II-Klasse auch noch nicht voll befriedigten. Das Konstruktionsamt der Marine entwarf daraufhin unter Rückgriff auf das 1910 von der Schichau-Werft für die dänische Marine gebaute Torpedoboot Tumleren ein größeres Zwei-Schrauben-Boot. Im Gegensatz zu den A-I- und A-II-Booten zeigten diese Fahrzeuge hervorragende See-Eigenschaften.
| Technische Daten der A-III-Boote ab A 56 |
| Länge: 60,0–61,10 m |
| Breite: 6,30–6,40 m |
| Tiefgang: 2,34 m |
| Verdrängung: 381–392 t |
| Antrieb: zwei ölgefeuerte Wasserrohrkessel und zwei Schichau-Getriebeturbinen bzw. zwei direktwirkende AEG-Vulcan-Turbinen mit 5800 bis 6000 PSw auf zwei Wellen |
| Höchstfahrt: 26,7–28,2 kn |
| Bewaffnung: 2 × 8,8-cm-Utof L/30, 1 Torpedorohr 45 cm (aber SMS A 80 3 × 8,8-cm-Utof L/30, kein Torpedorohr)                                                     |
| Besatzung: 50–55 Mann |

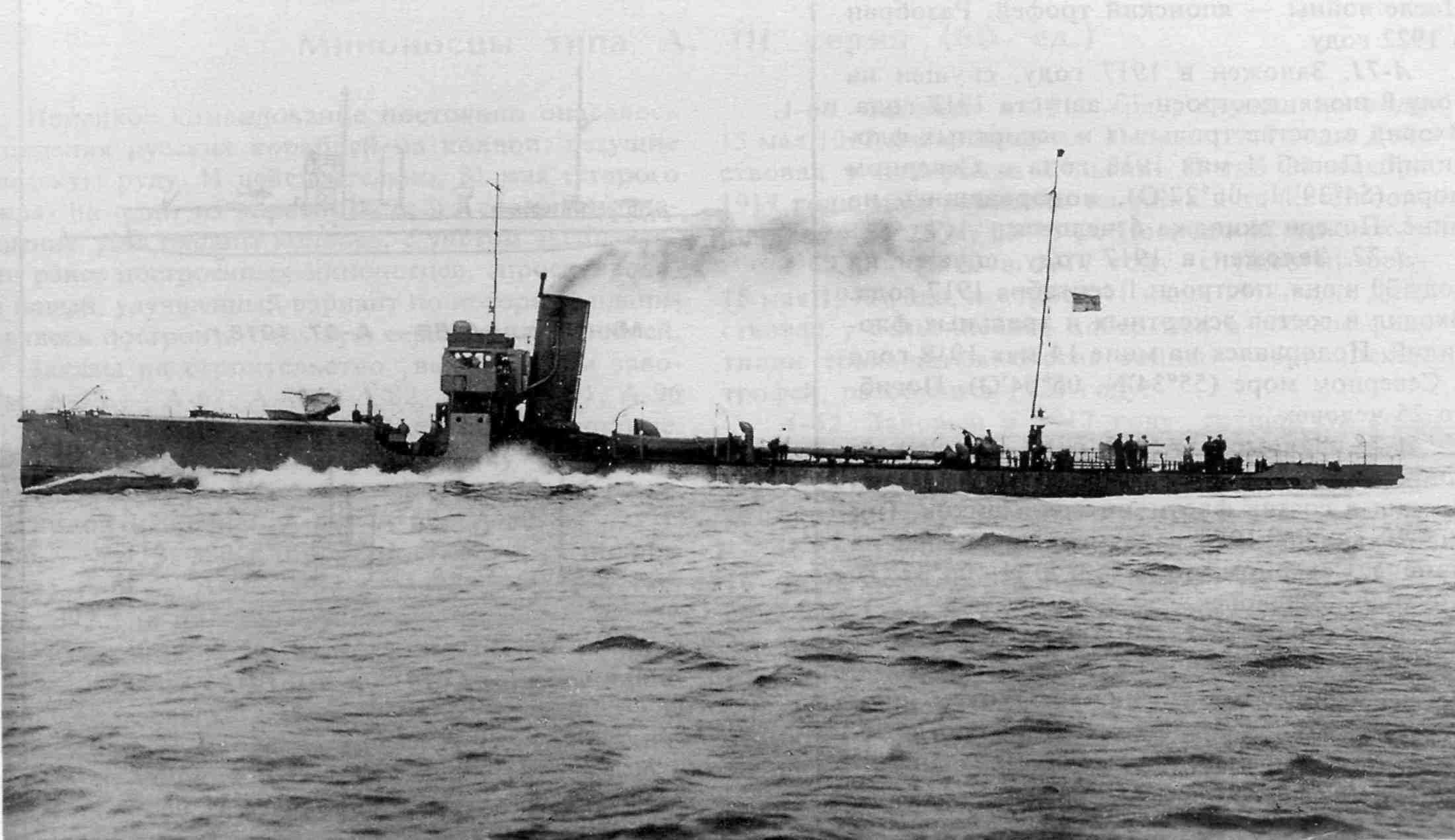
Das Torpedoboot A 68 ca. 1918

Den A-II-Booten folgte eine Serie von zwölf vergrößerten A-III-Booten. A 56 bis A 67 sowie A 80 bis A 91 entstanden bei der Vulcan-Werft in Stettin und A 68 bis A 79 und A 92 bis A 95 wieder bei Schichau. Weitere Boote lagen bei Kriegsende auf Stapel, wurden jedoch anschließend unfertig abgewrackt.
Da der Typ A III in seinen Leistungen überzeugte, sind nach einem technisch modifizierten Entwurf ab dem Jahr 1941 eine Serie von 24 weiteren Booten als so genannte Große Torpedofangboote für die Kriegsmarine erbaut worden. Die Abmessungen und Leistungsparameter blieben in etwa gleich, nur wurden die Boote primär für den Transport von Torpedos im Rahmen der Ausbildung verwandt und nicht mehr im Seekrieg.